# John Bradley
John Bradley-West (Manchester, 15 settembre 1988) è un attore britannico, meglio noto per il ruolo di Samwell Tarly nella serie televisiva Il Trono di Spade.

## Biografia
Bradley è cresciuto a Manchester, dove ha frequentato la St Paul's RC High School del distretto cittadino di Wythenshawe e si è diplomato al Loreto College della città. Si è poi laureato alla Scuola di Teatro della Manchester Metropolitan University.
La sua carriera nella recitazione incomincia nel 2011 con il ruolo di Papa Leone X nella serie televisiva de I Borgia. Nello stesso anno viene scelto per interpretare il ruolo di Samwell Tarly ne Il Trono di Spade.

### Vita privata
Dal 2017 ha una relazione con la giornalista inglese Rebecca May.
L'attore è molto amico del collega Kit Harington, conosciuto proprio sul set de Il Trono di Spade.

## Filmografia

### Cinema
- Anna Karenina, regia di Joe Wright (2012)
- Un amore per caso (Man Up), regia di Ben Palmer (2015)
- Traders, regia di Rachael Moriarty e Peter Murphy (2015)
- Grimsby - Attenti a quell'altro (Grimsby), regia di Louis Leterrier (2016)
- American Satan, regia di Ash Avildsen (2017)
- Paziente zero (Patient Zero), regia di Stefan Ruzowitzky (2018)
- Marry Me - Sposami (Marry Me), regia di Kat Coiro (2022)
- Moonfall, regia di Roland Emmerich (2022)

### Televisione
- I Borgia (Borgia) – serie TV, 5 episodi (2011)
- Il Trono di Spade (Game of Thrones) – serie TV, 48 episodi (2011-2019)
- Shameless – serie TV, episodi 10x01-10x02 (2012)
- Merlin – serie TV, episodio 5x07 (2012)
- Il problema dei 3 corpi (3 Body Problem) – serie TV (2024-in corso)

## Doppiatori italiani
Nelle versioni in italiano delle opere in cui ha recitato, John Bradley è stato doppiato da:
- Simone Crisari ne Il Trono di Spade, Marry Me - Sposami, Moonfall, Il problema dei 3 corpi
- Gabriele Patriarca in Merlin, Paziente zero
- Stefano Brusa ne I Borgia